# Adolphe de Cambridge
Titre
Vice-Roi de Hanovre
24 octobre 1816 – 20 juin 1837
(20 ans, 7 mois et 27 jours)
Adolphus de Cambridge, né le 24 février 1774 et mort le 8 juillet 1850, duc de Cambridge, est un membre de la famille royale britannique de la Maison de Hanovre.

## Biographie

### Jeunesse et éducation

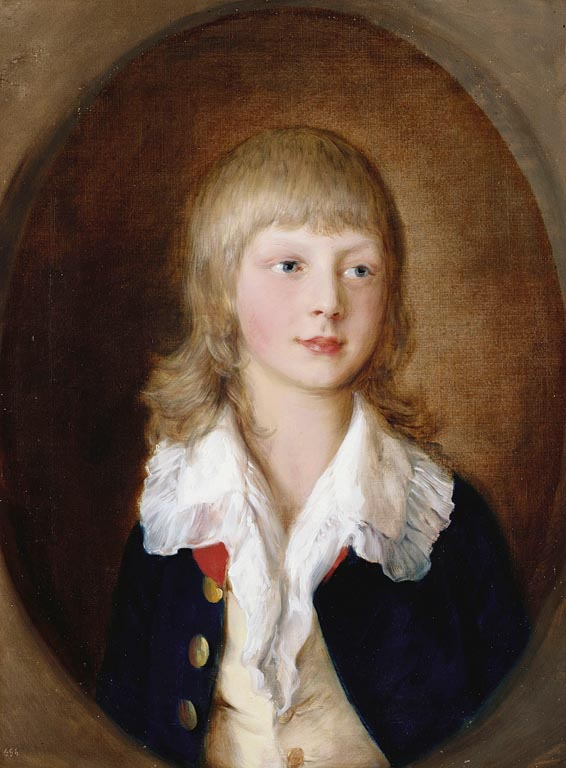
Prince Adolphus, 1782
par Gainsborough
Royal Collection

Le prince Adolphus Frederick, né en 1774 au palais de Buckingham, est le septième et dernier fils du roi George III du Royaume-Uni et de la reine Charlotte de Mecklembourg-Strelitz.
Comme ses frères Ernest et Augustus, il est envoyé à partir de 1786 faire ses études à l'Université de Göttingen. Ceci pour des raisons financières, les études en Allemagne étant moins chères pour la famille royale.

### Début de la carrière militaire
En 1791, Adolphus est envoyé dans l'Électorat de Hanover afin de recevoir une formation militaire supervisée par le Field Marshal von Freytag.
Après avoir passé l'hiver 1792-1793 à la cour de Frédéric-Guillaume II de Prusse, il intègre l'armée britannique. Le 8 septembre 1793, il participe à la bataille de Hondschoote sous les ordres de son frère Frederick, duc d'York et Albany. Il y est fait prisonnier par l'armée française mais, fort heureusement pour lui dans ce contexte révolutionnaire, il est rapidement échangé et libéré.

### Premiers pas en politique
Il rentre ensuite en Angleterre, où il fait ses premiers pas en politique en étant nommé à la Chambre des lords. Il est un temps lié aux whigs de Charles James Fox avant de rallier Pitt lorsque les idées "foxites" paraissent trop révolutionnaires.
Toutefois, le prince n'a guère d'affinité avec le Premier ministre, et se range plutôt du côté de la faction du secrétaire d'État aux Affaires étrangères William Grenville.

### Suite de la carrière militaire

#### Des ambitions déçues
Le jeune prince est fait colonel en 1794, puis lieutenant général en 1798.
Toutefois, il est désireux d'obtenir des commandements importants, à l'instar de son frère Frederick, duc d'York et Albany, mais ses ambitions sont sans cesse repoussées par le ministère.
En 1799, au cours de la Deuxième Coalition, il participe aux batailles de Bergen et d'Alkmaar, autant de défaites pour l'armée britannique de York.
Le 17 novembre 1801, il reçoit de son père les titres de duc de Cambridge, de comte de Tipperary et de baron Culloden.

#### La campagne de Hanovre (1803)
En 1803, le Hanovre est envahi et occupé par les armées françaises du général Mortier. Cambridge est alors chargé par le gouvernement d'administrer et de défendre le territoire hanovrien au nom de son père. Il part à la tête de 6000 Anglais et 8000 Allemands, mais rencontre sur place l'opposition de certains milieux politiques favorables aux Français.
De nombreux militaires allemands souhaitant poursuivre la lutte contre les Français, le duc invite «tous les braves Hanovriens» à le rejoindre. Il est ainsi nommé commandant en chef de la King's German Legion rassemblant les soldats hanovriens qui doivent être formés au Royaume-Uni. Toutefois, le gouvernement se montre déçu des actions du prince et le rappelle bientôt, le remplaçant par le général Walmoden.

#### De nouvelles promotions
Deux ans plus tard, en 1805, il est fait colonel en chef des Coldstream Guards.
En 1813, il est promu Field Marshal mais, malgré ses espoirs, n'obtient pas d'autre commandement majeur lors des guerres napoléoniennes.

### D'une faction à une autre
De retour à la Chambre des lords, Cambridge prononce plusieurs discours véhéments contre la France et le gouvernement de Napoléon Bonaparte.
Il soutient le gouvernement de Henry Addington avant de retourner sous l'influence de Grenville. Celui-ci lui promet d'ailleurs un commandement militaire important qu'il n'obtiendra pas, du fait de la chute du "Ministère de tous les talents" de Grenville en mai 1804. Cambridge retourne alors siéger sur les bancs de l'opposition whig.
De 1811 à 1814, il occupe aussi les fonctions de chancelier l'université de St Andrews en Écosse.
Après la défaite finale de la France en 1815, le prince effectue plusieurs tournées d'inspection dans le pays auprès des armées d'occupation.

### Le mariage
En 1817, aucun des sept fils de George III ne possède d'héritier mâle légitime. Afin d'assurer l'avenir de la dynastie. Son frère ainé le duc de Clarence demande alors à Adolphus de lui trouver une épouse. Cambridge lui propose le nom de Adélaïde de Saxe-Meiningen et Clarence accepte.
De son côté, Adolphus épouse le 7 mai 1818 à Cassel la princesse Augusta de Hesse-Cassel, troisième fille du landgrave Frédéric de Hesse-Cassel-Rumpenheim. Trois enfants naissent de cette union :
- George (1819-1904)
- Augusta (1822-1916)
- Marie-Adélaïde (1833-1897), mère de la reine Mary de Teck.

### Gouvernement du Hanovre
En 1816, le duc de Cambridge est nommé gouverneur général du Hanovre, au nom de son père puis de son frère aîné George IV. Administrateur juste et loyal, il laissa un bon souvenir auprès des Hanovriens. Il entretient une cour somptueuse et se fait le protecteur des beaux-arts, et notamment de la musique et du théâtre.
En 1825, il est fait grand maître de l'ordre de Saint-Michel et Saint-George. Deux ans plus tard, à la mort du duc d'York et Albany, il est candidat à sa succession comme commandant en chef des armées britanniques, soutenu par George Canning. Mais c'est le prestigieux duc de Wellington qui est finalement désigné.
En 1831, à la suite de troubles causés par la violente expulsion de sept professeurs libéraux de l'université de Göttingen, Guillaume IV le nomme vice-roi du Royaume de Hanovre. En 1832, il accepte de restreindre la liberté des mouvements libéraux à l'initiative du chancelier autrichien Metternich. Il est soutenu en cela par Guillaume IV mais s'oppose au secrétaire d'État aux Affaires étrangères Lord Palmerston. En 1833 Cambridge accepte l'invitation de Metternich à participer à une conférence des États allemands à Vienne. Là encore il agit en accord avec le roi et contre Palmerston.
La même année il fait promulguer une constitution plus libérale, élargissant les pouvoirs du parlement afin de calmer l'opposition.

### Fin de vie
Lorsque sa nièce Victoria monte sur le trône en 1837, c'est son frère Ernest-Auguste qui récupère la couronne de Hanovre. Il quitte alors le petit royaume allemand et retourne en Angleterre.
Le fils d'Ernest-Auguste, George de Hanovre, étant malade et aveugle, Cambridge avait des chances sérieuses de succéder à son frère aîné, mais cela ne se produisit pas.
Il est rappelé au Royaume-Uni où il passe discrètement les dernières années de sa vie.
Le prince s'éteint le 8 juillet 1850 dans son palais de Cambridge House, en Piccadilly. Il est inhumé dans l'église de Sainte-Anne à Kew, mais plus tard sa dépouille est exhumée et transférée à la chapelle Saint-Georges de Windsor.

## Titres
- 1774-1801 : Son Altesse Royale le prince Adolphus Frederick du Royaume-Uni ;
- 1801-1850 : Son Altesse Royale le duc de Cambridge.

## Distinctions
- Ordre de la Jarretière (6 juin 1786)
- Chevalier grand croix de l'ordre du Bain (2 janvier 1815)
- Grand maître de l'ordre de Saint-Michel et Saint-Georges (1825)